# Frankenia patagonica
Frankenia patagonica är en frankeniaväxtart som beskrevs av Carlos Luis Spegazzini. Frankenia patagonica ingår i släktet frankenior, och familjen frankeniaväxter. Inga underarter finns listade i Catalogue of Life.